# Schmierbrenner
Schmierbrenner ist ein ausgestorbener Beruf, der hauptsächlich in Waldregionen, zum Beispiel im Bayerischen Wald, ausgeübt wurde.
Der Schmierbrenner brannte Harz zu Schmierstoffen.

## Weblink
- Schmierbrenner bei Museum Naila